# Новгородківська районна рада
Новгородківська районна рада — орган місцевого самоврядування у Новгородківському районі Кіровоградської області.
Населення району: (станом на 01.01.2016 р.) 15295 чол.
В складі ради: Новгородківська селищна рада, Інгуло-Кам'янська сільська рада, Верблюзька сільська рада, Вершино-Кам'янська сільська рада, Куцівська сільська рада, Митрофанівська сільська рада, Новоандріївська сільська рада, Новомиколаївська сільська рада, Петрокорбівська сільська рада, Спасівська сільська рада, Тарасівська сільська рада
Код ЄДРПОУ: 23900019
КОАТУУ: 3523400000
Адреса: 28200, Кіровоградська обл., Новгородківський р-н, смт Новгородка, вул. Криворізька, буд. № 11
Час роботи: Пн-Чт 8:00-17:15; Пт 8:00-16:00
Поштовий індекс: 28200
Голова: Горбенко Олександр Вікторович

## Відомості про Новгородківський район
Новгородківський район утворено 15 квітня 1936 року. У 1962 році його було ліквідовано та приєднано до Кіровоградського та Долинського районів Кіровоградської області. В 1965 році район було поновлено.
Район розташований в південно-східній частині Кіровоградської області.
Територія району межує на півночі зі Знам'янським та Олександрійським районами, на сході — з Петрівським районом, на півдні — з Долинським районом, а на заході — з Компаніївським та Кіровоградським районами Кіровоградської області.
Його територія становить 99,7 тис. га. В адміністративному відношенні район поділено на одну селищну та 10 сільських рад, які об'єднують 27 населених пунктів, один з яких — селище міського типу.
Новгородківський район знаходиться в східній частині Кіровоградської області та входить до третьої південно-східної степової зони Кіровоградської області.
Рельєф району являє собою підвищену хвилясту рівнину, яка сильно унизана річковими долинами та багато чисельними балками та ярами.
В долинах річок та глибоких балок виходять на поверхню кристалічні породи, які місцями утворюють скельні береги.
Територія Новгородківського району пронизана рядом річок та джерел басейну річки Південний Буг. Найбільш значними з них є річки Інгул і Кам'янка.
На території Новгородківського району з мінерально-сировинних ресурсів є граніти, суглинки, піски та частково буре вугілля. Поблизу смт Новгородки є радонові води, на базі яких функціонує завод мінеральних вод.  
В районі є заповідне урочище місцевого значення «Терник», ботанічні заказники місцевого значення «Білопіль», «Волова балка», «Квітуча балка» та ботанічний заказник загальнодержавного значення «Шурхи».
Заповідне урочище місцевого значення «Терник» площею 73,2 га розташоване за 2 км від південно-східної околиці смт Новгородка. На степових ділянках в значній кількості зростає цінна лікарська рослина — цмин пісковий. Виявлено три види рослин, занесених до Червоної Книги України — астрагал шерстисто квітковий, ковила волосиста, волошка руська. Залісена частина балки представлена середньовіковим дубовим лісом із кленом польовим та татарським, в'язом гладким, тополею чорною. В урочищі знайдено 2 види метеликів, занесених до Червоної Книги України — бражника молочного південного та махагона.
Ботанічний заказник місцевого значення «Білопіль» площею 53,5 га розміщений за 1,5 км від села Білопіль Новгородківського району. Розташований на балці з пологими схилами, зарослими лісовими масивами та чагарниками. Ростуть дуб, в'яз, клен гостролистий, липа, біла акація, глід колючий, бузина чорна, ліщина звичайна та інші дерева, чагарники.
З трав'янистої рослинності ростуть: чистотіл звичайний, конвалія травнева, звіробій звичайний, горицвіт весняний, сон-трава лучна, ромашка лікарська та багато інших. На території заказника та навколо нього водяться косулі, дикі кабани, лисиці, зайці.
Ботанічний заказник місцевого значення «Волова балка», площею 63,3 га, розташований на околиці села Спільне Новгородківського району, «Волова балка» створена з метою збереження у природному стані типових ландшафтів степового краю з рідкісним складом рослинного і тваринного світу.
Ботанічний заказник загальнодержавного значення «Шурхи», площею 38,3 га, створений з метою збереження у природному стані та охорони умов відновлення рідкісних степових угрупувань. Заказник розташований в балці з пологими схилами, з виходом на поверхню каменю. Вся балка вкрита чагарниками та різноманітною трав'яною рослинністю. Тут зустрічається ковила Лессінга, ковила волосиста, волошка руська, півники понтійські, які занесені до Червоної Книги України.
Починаючи з 2008 року  на території району створено 17 ландшафтних заказників місцевого значення загальною площею 687,29 га.
З пам'ятників археології на території району є частина курганів і могильників, які вивчаються і оберігаються.
В районі встановлено пам'ятники воїнам Великої Вітчизняної війни, які полягли в боях за звільнення населених пунктів від фашистських загарбників.
Серед архітектурних пам'яток на території району є дві пам'ятки місцевого значення: навчальний корпус професійно-технічного училища № 36 та частина навчального приміщення навчально-виховного комплексу села Спасове.
Демографічна ситуація в районі в останні роки характеризується високим рівнем природного скорочення населення, уповільненням міграційного скорочення населення.
Чисельність наявного населення станом на 1 жовтня  2013 року склала 15,9 тис. жителів.
На території району проживають переважно українці, але є і представники інших національностей: росіяни, вірмени, грузини, чеченці, корейці, євреї, білоруси, молдавани.
На території Новгородки знаходиться кілька пам'ятників археології — кургани та могильники, що оберігаються і вивчаються.
Серед архітектурних пам'яток на території смт Новгородка можна виділити пам'ятку місцевого значення — навчальний корпус державного професійно-технічного училища № 36.
В селищі є пам'ятники воїнам Великої Вітчизняної війни, що загинули в 1943–1944 роках за звільнення Новгородки від німецької окупації.
Експонати з історії селища зберігаються в районному музеї.